# Pereskia aculeata
El grosellero americano, llamado también pereskia o guamacho (Pereskia aculeata), es una especie trepadora perteneciente a la familia Cactaceae. Es nativa de los trópicos de América. Las hojas y frutos son comestibles y de alto contenido de proteínas.

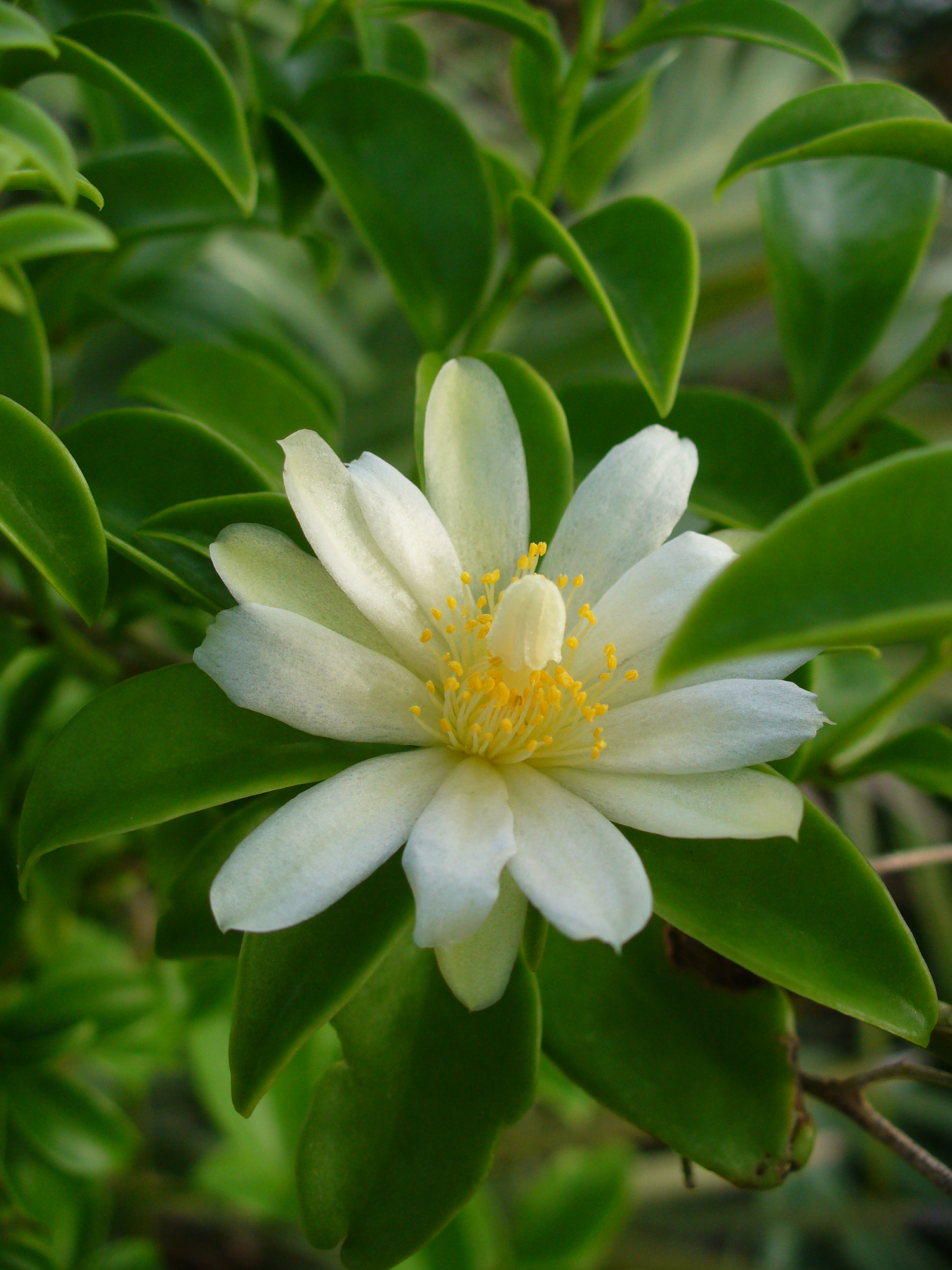
Detalle de la flor

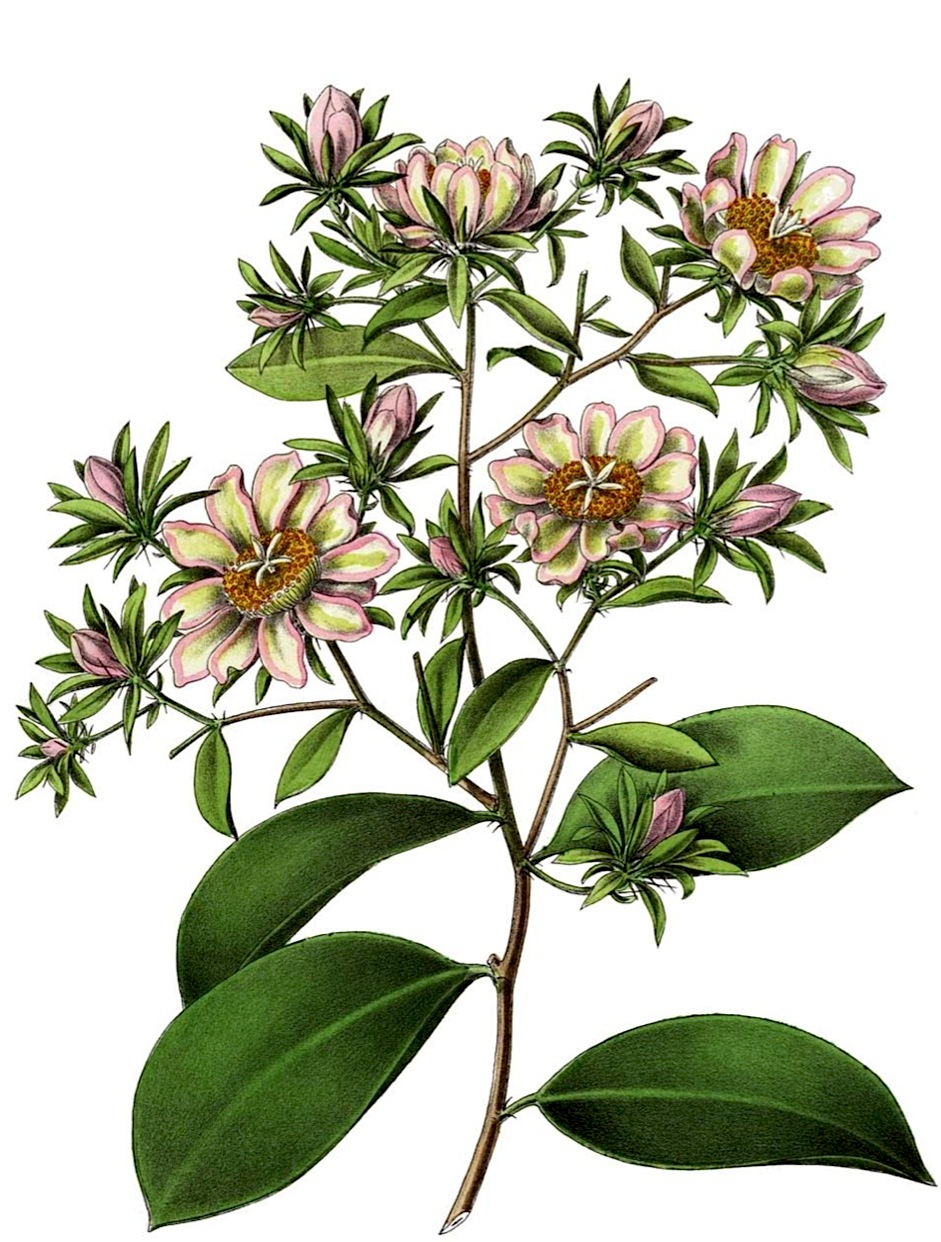
Ilustración

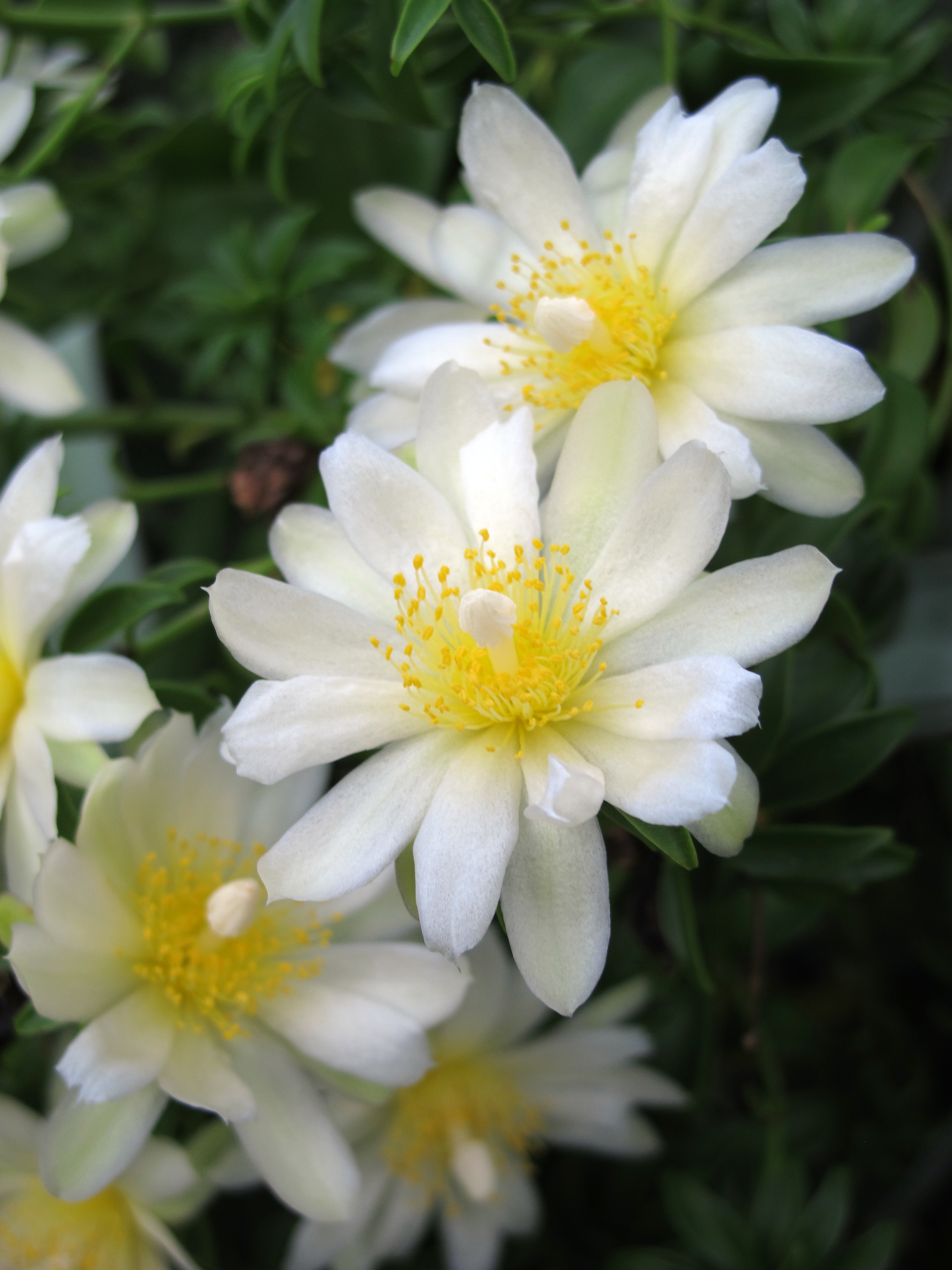
Flores

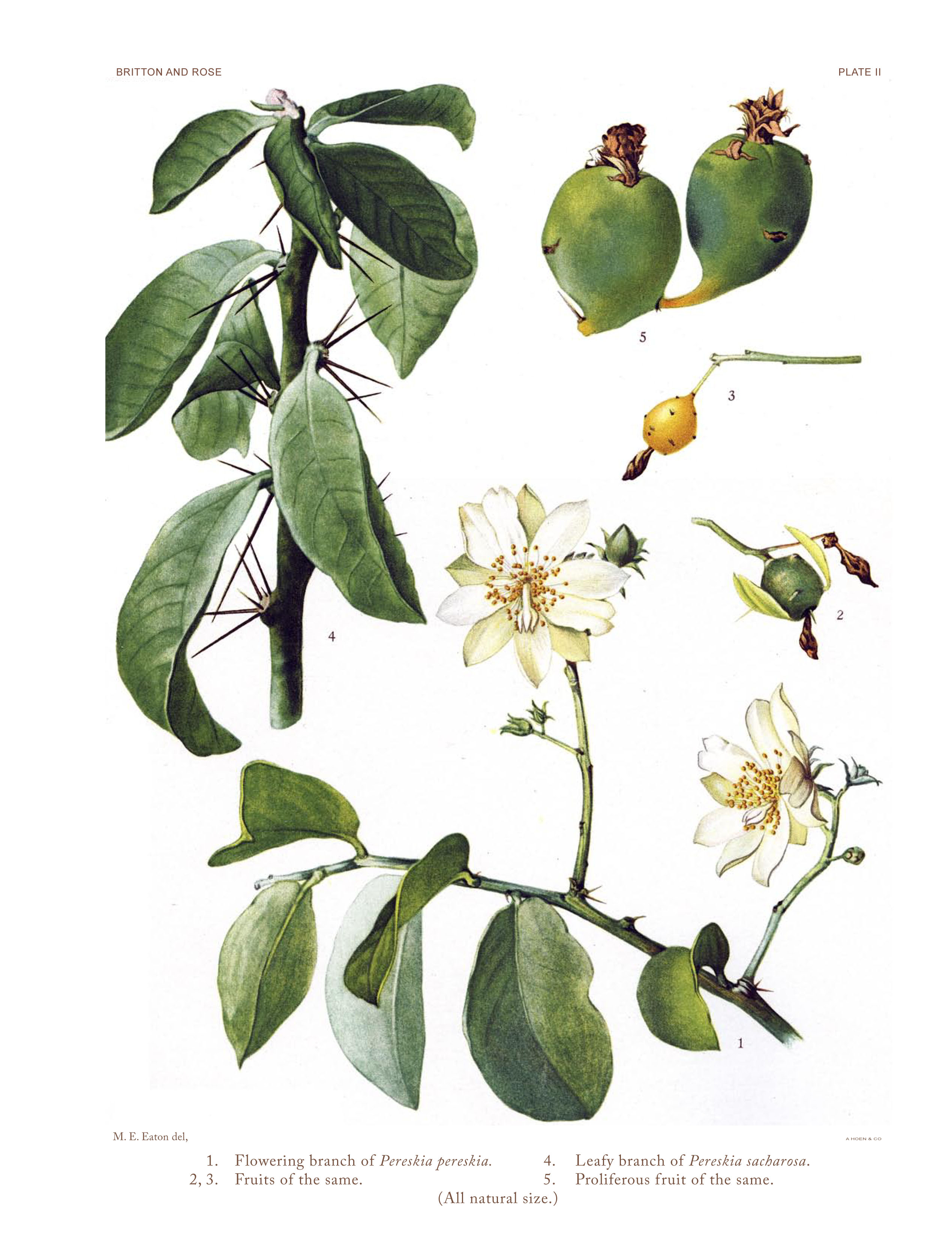
Ilustración

## Descripción
Las plantas del género Pereskia son inusuales dentro de la familia de los cactus. A diferencia de otros cactus, no tienen tallos suculentos, sino que presentan grandes hojas. Estas plantas son trepadoras y pueden crecer hasta los 10 metros de altura en los árboles.
Los tallos de Pereskia miden entre 2 y 3 centímetros de diámetro. Los más jóvenes tienen espinas en forma de gancho, mientras que los tallos más viejos forman grupos de espinas leñosas. Las hojas son simples, enteras y caducas durante la estación seca. Tienen una longitud de 4 a 11 centímetros y un ancho de 1.5 a 4 centímetros.
Las flores de Pereskia son fuertemente perfumadas y pueden ser blancas, cremas o rosadas. Tienen un diámetro de 2.5 a 5 centímetros y se agrupan en panículas. El fruto es una baya redondeada de color blanco translúcido, que puede variar entre rosa, amarillo, naranja o rojo. Mide aproximadamente 2 centímetros de diámetro.
Además, las hojas de Pereskia contienen entre un 20% y un 30% de proteína, lo que las convierte en una excelente alternativa alimentaria. Los frutos también son comestibles y contienen numerosas pequeñas semillas. En apariencia, se asemejan a las grosellas espinosas y tienen un sabor excelente.
Pereskia también se conoce como “grosellero” en algunos lugares. Estos arbustos trepadores pueden alcanzar de 3 a 10 metros de longitud. Sus ramas presentan areolas jóvenes con dos espinas curvadas retrorsas, de base ancha. Las hojas son lanceoladas u ovadas, midiendo generalmente entre 6 y 7 centímetros. La cara adaxial es verde, mientras que la abaxial es violácea. Las areolas adultas carecen de hojas y pueden tener hasta 25 espinas rectas de 1 a 3.5 centímetros.
Las inflorescencias de Pereskia son racimos o panículas con muchas flores blancas o cremosas, que tienen un diámetro de 2.5 a 4.5 centímetros. Los frutos son globosos, jugosos y miden entre 1.5 y 2.5 centímetros de diámetro. Tienen areolas espinosas y se vuelven caducos al madurar, adquiriendo colores amarillos o anaranjados. Las semillas son lenticulares y negras, con un diámetro de 4.5 a 5 milímetros.

## Distribución

### Nativa
Esta especie de Pereskia tiene una distribución amplia, desde Florida en los Estados Unidos hasta la costa de Brasil, pasando por el Caribe y el norte de Sudamérica. En Argentina, se encuentra escasamente en el bosque ribereño de las provincias de Misiones, Corrientes y Entre Ríos. Se cultiva como planta ornamental en zonas tropicales y subtropicales, y sus frutos son consumidos localmente. En Paraguay, se le conoce como “curuzú-ipochi”.
Es un cactus que puede encontrarse en Panamá, Antigua y Barbuda, Barbados, Cuba, Dominica, República Dominicana, Guadalupe, Haití, Martinica, Montserrat, Puerto Rico, San Vicente y las Granadinas, Trinidad y Tobago, las Islas Vírgenes Estadounidenses, Guayana francesa, Guyana, Surinam, Venezuela, Brasil, Colombia, Argentina y Paraguay.

### Introducida
Estados Unidos, México, Sudáfrica y Australia.

## Ecología
Una pulga-escarabajo (Phenrica guérini) y una mariposa minadora (Epipagis cambogialis), se alimentan de las hojas.
A pesar de ser comestible y una excelente alternativa para la nutrición  popular, esta planta es una hierba declarada nociva en Sudáfrica, donde hace un daño extenso a las áreas forestales por la asfixia de los árboles autóctonos. Las infestaciones se producen en algunos bosques de KwaZulu-Natal donde se incrustan en el dosel y es difícil de eliminar. La planta tiene una tendencia a formar grandes grupos impenetrables y las espinas en los tallos hace que el control de las infestaciones presente grandes dificultades. Las plantas pueden regenerarse a partir de hojas o trozos de tallo. Una muestra es que había infestado un árbol y a pesar de que tenía sus tallos cortados en la base,  después de cuatro años los tallos "secos" de Pereskia que cayeron del árbol todavía restablecieron sus raíces y volvieron a crecer.

## Taxonomía
Pereskia aculeata fue descrita por   Philip Miller y publicado en The Gardeners Dictionary: . . . eighth edition Pereskia No. 1. 1768.
Etimología
Pereskia: nombre genérico llamado así en honor a Nicolas-Claude Fabri de Peiresc, botánico francés del siglo XVI, por quien también se nombró a la subfamilia Pereskioideae.
aculeata: epíteto latino que significa "con espinas".
Sinonimia
- Cactus lucidus Salisb.
- Cactus pereskia L.
- Pereskia aculeata var. godseffiana (hort.) F.M. Knuth
- Pereskia aculeata var. lanceolata Pfeiff.
- Pereskia aculeata var. longispina (Haw.) DC.
- Pereskia aculeata var. rotundifolia Pfeiff.
- Pereskia aculeata var. rubescens Pfeiff.
- Pereskia aculeata f. rubescens (Houghton) Krainz
- Pereskia foetens Speg. in Weingart
- Pereskia fragrans Lem.
- Pereskia godseffiana hort.
- Pereskia longispina Haw.
- Pereskia pereskia (L.) H.Karst.
- Pereskia rubescens Houghton
- Pereskia undulata Lem.[5]